# Chukhrovita-(Nd)
La chukhrovita-(Nd) és un mineral de la classe dels halurs que pertany al grup de la chukhrovita. Rep el seu nom en honor del mineralogista i geoquímic rus Fëdor Vasil'evič Čuchrov (1908-1988) amb el sufix per "-(Nd)" que correspon a la terra rara dominant: el neodimi. Va ser descoberta al dipòsit de tungstè Kara-Oba, al desert Betpakdala (Província de Kharagandí, Kazakhstan). Es tracta de l'únic indret on ha estat trobada aquesta espècie mineral.

## Característiques
La chukhrovita-(Nd) és un fluorur de fórmula química Ca₃NdAl₂(SO₄)F₁₃(H₂O)₁₂. Cristal·litza en el sistema isomètric. La seva duresa a l'escala de Mohs és 3,5 a 4.
Segons la classificació de Nickel-Strunz, la chukhrovita-(Nd) pertany a «03.CG - Halurs complexos, aluminofluorurs amb CO₃, SO₄, PO₄» juntament amb els següents minerals: stenonita, chukhrovita-(Ce), chukhrovita-(Y), meniaylovita, creedita, bøggildita i thermessaïta.